# 玉生孝久
玉生　孝久（たもう たかひさ、1924年3月1日－1998年7月26日）は、日本の政治家。元自由民主党衆議院議員(4期)。

## 来歴
富山県八尾町出身。造り酒屋当主。都立化学工業専門学校応用学科卒。八尾町議を経て、1955年から富山県議を6期務める。富山県議会議長を経て、1976年の総選挙で旧富山1区から立候補して初当選、通算4期務めた（当選同期に愛知和男・鳩山邦夫・中村喜四郎・中島衛・西田司・池田行彦・堀内光雄・相澤英之・津島雄二・鹿野道彦・塚原俊平・中西啓介・与謝野馨・渡辺秀央・中川秀直・甘利正など）。この間、文部政務次官、国土政務次官を歴任。1990年に引退。1998年7月26日死去。享年74。